# Halictus lubutinus
Halictus lubutinus är en biart som beskrevs av Cockerell 1945. Halictus lubutinus ingår i släktet bandbin, och familjen vägbin. Inga underarter finns listade i Catalogue of Life.